# Michalinów Oleśnicki
Michalinów Oleśnicki (dawniej: Emilienheim) – wieś w Polsce położona w województwie wielkopolskim, w powiecie słupeckim, w gminie Zagórów.
Do 2023 miejscowość nazywała się Michalinów często określany k. Oleśnicy.
W latach 1975–1998 miejscowość administracyjnie należała do województwa konińskiego.
We wsi znajdują się pozostałości cmentarza ewangelickiego z nielicznymi resztkami nagrobków (zachodnia część wsi).